# Vinpearl
Vinpearl es el nombre de una isla turística de Nha Trang, en el país asiático de Vietnam situada en lo que fue la antigua isla de Hòn Tre, en el Mar de China Meridional. Hon Tre, fue originalmente usada como una cárcel pero ahora es usada como hotel de 5 estrellas. El principal medio de transporte de Vinpearl desde la tierra principal es el Teleférico Vinpearl y las lanchas de Vinpearl. El Teleférico Vinpearl fue construido a partir de abril de 2006, y abierto al público en marzo de 2007.  Este sistema posee 3320 m de largo y se apoya en nueve pilares.  Por la noche, las cabinas del teleférico y los 9 pilares son iluminada con un sistema de láser.